# Niegosławice
Niegosławice (in tedesco Waltersdorf) è un comune rurale polacco del distretto di Żagań, nel voivodato di Lubusz.
Ricopre una superficie di 136,11 km² e nel 2004 contava 4 716 abitanti.